# Juin 1821

## Événements
- 12 juin, Soudan : Ismaïl Kamil, fils du khédive d’Égypte, après avoir soumis Dongola et les Chaïkieh, entre à Sennar et annexe le royaume Foundj[1]. Son lieutenant, le defterdar Mohammed Kousrao conquiert le Kordofan sur le Darfour[2] dont la capitale tombe le 16 août. La révolte en Grèce ne permet pas de continuer la conquête vers le Darfour.

- 19 juin : défaite des insurgés roumains à la bataille de Drăgășani[3].

- 24 juin : Simón Bolívar défait définitivement les royalistes du Venezuela, sans soutien de l’Espagne (le corps expéditionnaire rassemblé à Cadix s’est révolté) à la bataille de Carabobo[4].

- 28 juin (16 juin du calendrier julien) : ultimatum de l’ambassadeur de Russie Stroganov à Constantinople demandant l’évacuation des principautés danubiennes et la fin des massacres en Grèce[5].

## Naissances
- 4 juin : Charles Robin
- 5 juin : Raymond Bordeaux (mort en 1877), jurisconsulte, archéologue et bibliophile français.
- 16 juin : Mary Baker Eddy, fondatrice américaine de la Science chrétienne (†3 novembre 1910).

## Décès
- 20 juin : Clemente Bondi, religieux jésuite et poète italien (° 1742).
- 21 juin : César-Guillaume de La Luzerne, cardinal français, évêque de Langres (° 7 juillet 1738).